# Yponomeutoidea
Yponomeutoidea — надродина різнокрилих метеликів. Група містить понад 18000 видів у 10 родинах.

## Опис
Це молі дрібного або середнього розміру. Личинки живуть як мінери у листі або стеблах рослин. Більші гусениці будують суспільні гнізда з павутини. Зазвичай не спричиняють великої шкоди рослинам.

## Родини
- Argyresthiidae
- Attevidae
- Bedelliidae
- Glyphipterigidae
- Heliodinidae
- Lyonetiidae
- Plutellidae
- Praydidae
- Yponomeutidae
- Ypsolophidae